# Jean Aymé
John Louis Meilliard, conegut sota el nom artístic Jean Ayme (La Chaux-de-Fonds, cantó de Neuchâtel, 25 d'abril de 1876 - 10è districte de París, 17 de gener de 1963) va ser un actor francès.

## Biografia
Nascut a Suïssa el 1876, Jean Aymé (o Jean Ayme), va començar a treballar com a actor de cinema el 1911 per a Gaumont, dirigit per Louis Feuillade, que el va fer unir-se al seu equip d'actors preferits.
El 1913, va protagonitzar la sèrie de tres capítols Les Exploits de Rocambole dirigida per Georges Denola a partir de la novel·la de Pierre-Alexis Ponson du Terrail. El 1915, Feuillade li va donar el paper del primer Gran Vampir en sis dels episodis de Les Vampires.
En la seva carrera, que va durar fins al 1950, Aymé va fer una setantena de pel·lícules i va ser director, el 1919, de Les Étapes d'une douleur.

## Filmografia
- 1911 : Au bord du gouffre de Louis Feuillade
- 1911 : La Tare de Louis Feuillade : Alphonse Marnier
- 1911 : Fidélité romaine de Louis Feuillade
- 1911 : La Fille du juge d'instruction / Bébé valet de pied de Louis Feuillade
- 1911 : Les Menottes de Louis Feuillade
- 1911 : Héliogabale / L'Orgie romaine de Louis Feuillade : Héliogabale
- 1911 : Les Parents de l'enfant prodigue de Louis Feuillade
- 1911 : Samson et Dalila [director anònim]
- 1911 : La Souris blanche de Louis Feuillade
- 1911 : La Suspicion de Louis Feuillade
- 1911 : Les Vipères de Louis Feuillade
- 1911 : Aux lions les chrétiens / Les Martyrs chrétiens de Louis Feuillade
- 1912 : L'Anneau fatal, film en trois parties de Louis Feuillade
- 1912 : La Douleur d'aimer de Georges Denola
- 1912 : Le Mort vivant de Louis Feuillade : le procureur général
- 1912 : La Route du devoir de Georges Denola
- 1912 : Le Bonheur perdu de Henri Fescourt
- 1912 : La Vocation de Lolo de Georges Monca
- 1912 : Son passé de Henri Fescourt
- 1912 : Graziella la gitane de Léonce Perret
- 1912 : Main de fer de Léonce Perret
- 1912 : Le Mystère des roches de Kador de Léonce Perret : Me Létang de Jeandé
- 1912 : Bébé, Bout de Zan et le Voleur de Louis Feuillade
- 1913 : Par l'amour de Léonce Perret : le lieutenant de police
- 1913 : Au fond du gouffre de Léonce Perret
- 1913 : Cent francs pour deux sous ou les pérégrinations d'un joueur heureux [director anònim]
- 1913 : L'Ennui de vivre [director anònim]
- 1913 : Le Ménestrel de la reine Anne de Louis Feuillade
- 1914 : La Jeunesse de Rocambole / Rocambole de Georges Denola
- 1914 : Les Exploits de Rocambole / Le Nouveau Rocambole de Georges Denola
- 1914 : Rocambole et l'Héritage du marquis de Morfontaine de Georges Denola
- 1914 : La Douleur d'aimer de Georges Denola
- 1915 : Les Vampires, film en 10 episodis de Louis Feuillade : le grand vampire
- 1916 : Chouchou d'Henri Desfontaines
- 1916 : Le Dernier Rêve d'Henri Desfontaines
- 1916 : Le Geste de Georges Denola : le docteur Deschellerin
- 1916 : Quand l'amour meurt de Raoul d'Auchy
- 1916 : La Joueuse d'orgue de Georges Denola : Robert
- 1916 : Son fils de Georges Denola : Desroches
- 1916 : Dette de sang de Gaston Leprieur
- 1916 : Jaloux de demain [director anònim]
- 1917 : Le Balcon de la mort de Gaston Leprieur
- 1917 : Blessée au cœur [director anònim]
- 1917 : Miséricorde / Madeleine de Camille de Morlhon
- 1917 : L'Orage de Camille de Morlhon : Jean Livernois
- 1917 : Le Roi de la mer de Jacques de Baroncelli
- 1917 : Le Secret de la comtesse de Georges Denola
- 1917 : L'Escapade de l'ingénue de Gaston Ravel
- 1918 : Lorena de Georges Tréville
- 1919 : Les Étapes d'une douleur - només direcció -
- 1919 : Ruiné par l'ambition de Louis Paglieri
- 1920 : La Folie du doute de René Leprince : Paul Nervias
- 1923 : Koenigsmark de Léonce Perret : M. de Marsais
- 1924 : Paris de René Hervil
- 1925 : Monte-Carlo de Louis Mercanton
- 1926 : Muche / Je ne comprends pas de Robert Péguy
- 1927 : La Jalousie du barbouillé de Alberto Cavalcanti
- 1928 : L'Ingénu libertin d'Émilien Champetier : le comte de Puyfontaines
- 1928 : La Passion de Jeanne d'Arc de Carl Theodor Dreyer : un juge
- 1932 : Le Soir des rois de Jean Daumery
- 1933 : Bach millionnaire de Henry Wulschleger
- 1933 : La Fille du régiment de Carl Lamac i Pierre Billon : Jérôme, le majordome
- 1933 : Six cent mille francs par mois de Léo Joannon
- 1934 : Le Dernier Milliardaire de René Clair : un ministre
- 1934 : Le Secret d'une nuit de Félix Gandéra : le metteur en scène
- 1935 : Valse royale o Pour un baiser de Jean Grémillon : M. de Bornay
- 1936 : Avec le sourire de Maurice Tourneur : le duc de Gange
- 1936 : Courrier sud de Pierre Billon : le joaillier
- 1936 : Passé à vendre de René Pujol
- 1936 : Les Pattes de mouche de Jean Grémillon
- 1937 : Gueule d'amour de Jean Grémillon : le valet de chambre
- 1938 : La Marseillaise de Jean Renoir
- 1938 : Belle Étoile de Jacques de Baroncelli : le receleur
- 1938 : Café de Paris de Yves Mirande i Georges Lacombe : Le comte
- 1938 : El final del dia (La Fin du jour) de Julien Duvivier : Victor
- 1938 : Katia de Maurice Tourneur
- 1938 : La Rue sans joie d'André Hugon : Level
- 1948 : Aux yeux du souvenir de Jean Delannoy
- 1948 : Impasse des Deux-Anges de Maurice Tourneur : un invité
- 1948 : Le Secret de Mayerling de Jean Delannoy : le nonce
- 1949 : Vient de paraître de Jacques Houssin : Bourgine
- 1949 : Fantômas contre Fantômas de Robert Vernay
- 1950 : Souvenirs perdus de Christian-Jaque : le patron